# Шевченко Станіслав Олексійович
Станіслав Олексійович Шевченко (нар. 23 травня 1947, село Грабів Ічнянського р-ну Чернігівської області) — український поет, журналіст, перекладач. Голова творчого об'єднання поетів Київської організації НСПУ, автор та ведучий передач Національної радіокомпанії України. Заслужений діяч мистецтв України, заслужений діяч польської культури.

## Освіта
Шкільну освіту здобував у Грабові та в смт Мала Дівиця.
Закінчив Київський державний університет ім. Т. Г. Шевченка, факультет кібернетики (1970).

## Кар'єра
- 1973—1980 — інженер-програміст, завідувач сектору в Інституті ДержавтотрансНДІпроект;
- 1981—1986 — редактор кіностудії науково-популярних фільмів;
- 1986—1992 — референт Київської організації Спілки письменників України;
- 1993—1994 — редактор Національної кінематеки України
- ведучий програм (з 1994) ТВО «Промінь» Національної радіокомпанії України

## Творчість
Є автором:
- поетичних збірок «Середина ріки», «Віра і сумнів», «Октави кохання», «Дума кипариса», «Співчуття», «Близьке й недосяжне», «Закон збереження любові», «Квіти небесні земної любові», «Під сузір'ям Пасіки» (Броварі: 2011, Українська ідея), «Дім для душі» (Київ: Український письменник, 2012)[1].
- збірки віршів для дітей «Буду козаком»
- книжки гумору «Ідіть у баню»
- збірок пісень (з О. М. Турченко)
- близько 20-ти сценаріїв навчальних, документальних та пізнавальних фільмів

Є перекладачем і упорядником:
- двомовних видань польської поезії:
  - «Тому що вони сущі» (антологія сучасної польської поезії, 1 і 2 видання)
  - «Чеслав Мілош. Вибрані твори»
  - «Кароль Войтила — людина, пастир, поет»
  - «Віслава Шимборська. Під однією зіркою»
  - «Вацлав Бурила. Між словом і мовчанням»
- книжки поезій «Кароль Войтила. Веслуючи в небо»
- творів Д. Костевича, Д. Лебьоди

Радіожурналіст, вів програми:
- щотижневу авторську передачу, присвячену польській поезії й культурі «Дорогою назустріч».
- «Зоряний час»
- «Слова та голос»
- «Золоті пропорції поезії»

Поетичні книжки Станіслава Шевченка виходили у перекладах:
- польською: «Літній дощ» і «Сон про перше кохання»,
- російською: «Кримська роза вітрів».

## Громадська діяльність
Є членом:
- Національної спілки письменників України (1988)
- Українського фонду культури (1997)
- Національної спілки журналістів України (1998)
- Національної спілки кінематографістів України (2003)

Керівник творчого об'єднання поетів Київської організації Національної спілки письменників України.

## Відзнаки
- Почесна відзнака Українського фонду культури «За подвижництво в культурі» (1997)
- лауреат літературно-мистецької премії ім. І.Нечуя-Левицького (1998),
- Заслужений діяч мистецтв України (2002),
- лауреат літературної премії ім. М.Рильського (2003);
- заслужений діяч польської культури (2004);
- лауреат Міжнародної літературної премії ім. Івана Кошелівця (за 2004 рік);
- лауреат Чернігівської обласної премії імені Михайла Коцюбинського за книги «Під сузір'ям Пасіки», «Дім для душі» (2012) [3];
- лауреат літературно-мистецької премії імені Олекси Стороженка (2013).